# 苏珊娜·阿拉科斯基
亚娜·苏珊娜·埃米莉亚·阿拉科斯基·瑟德隆德（Jaana Susanna Emilia Alakoski Söderlund，婚前姓Alakoski，1962年5月16日—）是一位出生于芬兰瓦萨的芬蘭裔瑞典作家，小说家和讲师。她凭借小说《Svinalängorna》获得2006年八月奖。 《Svinalängorna》在2010年被改编成电影《爱，让悲伤跨越》（Beyond）。她研究性别问题，也是一位社会工作者。

## 生平
1962年阿拉科斯基出生于芬兰瓦萨，并在瑞典于斯塔德的Fridhem地区度过了她的早年生活。她积极参加社团活动，并在23岁时完成学业。1988年她开始在学校学习写作。1995年至2003年间，她担任左翼党政治人物Gudrun Schyman的新闻秘书。
2006年，她发行了首本小说《Svinalängorna》，并在同年凭借这本小说获得八月奖。这部小说在瑞典销售了40多万册，还由此改编了一部英文名为Beyond的故事片。
2010年，她发行了她的第二部小说《Håpas du trifs bra i fengelset》。2011年，她发行了她的第一本儿童小说《Dagens Harri》，其后是2012年的《Guldfisken》和2013年的《Dagensskräckis》。她于2012年出版了一本日记《Oktober i Fattigsverige》。
她也是选集《Tala om klass》，《Lyckliga slut》和《Fejkad orgasm》的编辑。

## 个人生活
她与Mats Söderlund在1990年结婚。 他们有三个孩子：Jaana-Kristina，Nilas和Runa。
截至2014年，她住在斯德哥尔摩。

## 作品选
- Svinalängorna（英语：Svinalängorna (novel)） (2006)
- Håpas du trifs bra i fengelset (2010)
- Dagens Harri (2011)
- Guldfisken (2012)
- Oktober i Fattigsverige (2012)
- Dagens skräckis (2013)